# ميشيل فوربس
ميشيل رينيه فوربس غواجاردو (بالإنجليزية: Michelle Forbes) (ولدت في 8 يناير 1965) ممثلة أميركية تعرف باسم ميشيل فوربس. تعرف ميشيل بعملها في التلفزيون والأفلام المستتقلّة، وعملت بين الولايات المتحدة الأميركية وبريطانيا. اكتسبت ميشيل الشهرة بفضل دورها في مسلسل غوايدن لايت (1987). بالرغم من أن ميشيل حصلت على أدوار بارزة في عدد من الأفلام مثل كاليفورنيا (1994)، فيلم السباحة مع أسماك القرش (1994)، فيلم الهروب من لوس أنجلوس (1996), تعرف أكثر بفضل أدوارها في البرامج الدرامية مثل ستار تريك: الجيل القادم، القتل: حياة الشارع، أطلّت ميشيل أيضاً في بريزون بريك 2005–2006, وفي المسلسل الدرامي دم حقيقي وغيرهما من المسلسلات الأميركية. في عام 2011 لعبت دور البطولة في المسلسل التلفزيوني القتل والتي رشحت من خلال على عدة جوائز منها جائزة إيمي لأفضل ممثلة مساعدة في مسلسل درامي في 14 يوليو 2011.

## نشأتها
وُلدت فوربس في أوستن، تكساس، من أصول مكسيكية أمريكية. طمحت فوربس إلى أن تصبح راقصة باليه. بدأت بتلقي تدريب تمثيلي رسمي في المدرسة الثانوية للفنون الأدائية والبصرية في هيوستن. أثناء عطلتها في مدينة نيويورك في السادسة عشرة من عمرها، وجدت نفسها تُجري تجارب أداء لفيلم؛ ورغم عدم اختيارها، وقّعت عقدًا مع وكالة ويليام موريس وبدأت مسيرتها المهنية في التمثيل.

## روابط خارجية
- ميشيل فوربس على موقع IMDb (الإنجليزية)
- ميشيل فوربس على موقع روتن توميتوز (الإنجليزية)
- ميشيل فوربس على موقع ألو سيني (الفرنسية)
- ميشيل فوربس على موقع أول موفي (الإنجليزية)
- ميشيل فوربس على موقع قاعدة بيانات الأفلام السويدية (السويدية)
- ميشيل فوربس على موقع إن إن دي بي (الإنجليزية)
- ميشيل فوربس على موقع ديسكوغز (الإنجليزية)
- ميشيل فوربس على موقع قاعدة بيانات الفيلم (الإنجليزية)
- ميشيل فوربس على موقع كينوبويسك (الروسية)
- ميشيل فوربس في دليل التلفاز
- Michelle Forbes interviewed about her role as Ensign Ro Laren found here.
- Hunger Games Mockingjay adds Michelle Forbes.